# La Pantera
La Pantera är en ort i Mexiko.   Den ligger i kommunen Bacalar och delstaten Quintana Roo, i den östra delen av landet, 1 100 km öster om huvudstaden Mexico City. La Pantera ligger 20 meter över havet och antalet invånare är 865.
Terrängen runt La Pantera är mycket platt, och sluttar norrut. Runt La Pantera är det glesbefolkat, med 16 invånare per kvadratkilometer. Närmaste större samhälle är Los Divorciados, 8,0 km sydost om La Pantera. I omgivningarna runt La Pantera växer i huvudsak städsegrön lövskog.